# Wolayita
Wolayita of Wolaita is een bestuurlijke zone in Ethiopië. Zij is genoemd naar de Wolayita, wier thuisland in de zone ligt. Wolayita grenst in het zuiden aan Gamo Gofa, in het westen aan de rivier Omo die het scheidt van Dawro, in het noordwesten aan de zone Kembata en Tembaro Special Woreda, in het noorden aan Hadiya, in het noordoosten aan de regio Oromia, in het oosten aan de rivier Bilate, die het scheidt van de regio Sidama, en in het zuidoosten aan het Abaya-meer dat het scheidt van de regio Oromia. Het bestuurlijke centrum van Wolayita is Wolayita Sodo. Andere grote steden zijn Araka, Bodite, Xabala, Bale Hawaasa, Gasuba, Gununo, Badessa en Dinttuwa.

## Demografie
Gebaseerd op de bevolkingsprojectie voor 2021, uitgevoerd door het Centraal Bureau voor de Statistiek van Ethiopië (CSA), heeft de zone een totale bevolking van 6.142.063 op een gebied van 4.208,64 km². Van de totale bevolking van de zone werden er 3.115.050 vrouwen en 3.027.013 mannen geteld.